# Oxymycterus josei
Oxymycterus josei (лат.) — вид грызунов рода копающих хомячков. Эндемик Уругвая, включается Международным союзом охраны природы в число видов, близких к уязвимому положению. Видовое название дано в честь зоолога Джозефа (Хосе) Кука.

## Внешний вид и образ жизни
Грызун среднего для своего рода размера с большими и сильными задними ногами с длинными когтями. Длина тела от носа до основания хвоста 122—172 мм, длина хвоста 75—104 мм, масса тела 36—125 г. Передние лапы маленькие, с небольшими когтями. Череп длинный и узкий, с параллельными не закругляющимися стенками черепной коробки. Морда относительно короткая со вздутыми лобными пазухами, снижающаяся к концу. Резцы желтоватые, короткие, моляры маленькие, с высокой коронкой, 1-й моляр зрительно длиннее 2-го. Цвет шерсти варьирует от рыжеватого до тёмно-бурого, с отдельными белыми пятнами в нижней части тела.
От ряда родственных видов Oxymycterus josei отличается более узкой мордой, узкими скуловыми дугами и более коротким молярным сектором челюсти. Различия с Oxymycterus paramensis включают более длинную и светлую шерсть и более короткое нёбо. Ближе всего на молекулярно-генетическом уровне к O. josei находится рыжий копающий хомячок (Oxymycterus rufus). Морфологические отличия O. josei от этого вида включают меньший по размерам и менее суженный череп, более узкое нёбо и менее развитый сосцевидный отросток височной кости. Кроме того, у O. josei более длинный, но тонкий бакулюм, чем у O. rufus. Морфологически к O. josei ближе всего длинноносый копающий хомячок, пересекающийся с ним в восточной части ареала. За исключением чуть бо́льших средних размеров O. josei, визуально эти виды трудно различить; у O. josei, однако, несколько более крепкий череп и более мощный челюстной аппарат.
Естественные условия обитания включают песчаные участки, болота и влажные луга, а также заросли кустарников.

## Распространение и охранный статус
Вид эндемичен для Уругвая, встречается только на юго-западе этой страны к югу от реки Рио-Негро — в департаментах Сорьяно, Колония, Сан-Хосе, Канелонес и Мальдонадо (между 33° и 55° ю. ш. и 55° и 58° з. д.). Общая площадь ареала оценивается в 29,8 тыс. км².
Несмотря на общую большую площадь ареала, представители вида известны только по пяти отдельным локациям. При этом естественная территория обитания сокращается в связи с урбанизацией прибрежных районов Уругвая. В целом Международный союз охраны природы предполагает, что численность вида сокращается, и относит его к видам, близким к уязвимому положению.